# افلر
افلر (به ترکی استانبولی: Efeler) یک منطقهٔ مسکونی در ترکیه است که در استان آیدین واقع شده‌است. افلر ۲۶۵٬۲۳۴ نفر جمعیت دارد و ۱۶۰ متر بالاتر از سطح دریا واقع شده‌است.